# Формальна мова

Синтаксичний поділ у рамках формальної системи. Рядки символів можна поділити на беззмістовні і Правильно побудована формула. Множина таких формул своєю чергою поділяється на теореми і не-теореми.

Форма́льна мо́ва — множина скінчених послідовностей символів, які описуються правилами певного виду, які називаються граматикою, або синтаксисом мови (див. формальна граматика).
В тому випадку, коли кожному слову формальної мови зіставляється його семантика (сенс, значення, інтерпретація), формальну мову називають інтерпретованою.
Формальні мови можна класифікувати за характером формального апарату, що застосовується для їхнього описання:
- Автоматна мова,
- Безконтекстна мова,
- Категоріальна мова,
- Мова породжувана граматиками залежностей, і так далі, або за застосуванням:
- Алгоритмічна мова,
- Інформаційна мова,
- Логіко-математична мова,
- Математичні моделі мови.

Більшість формальних мов, створюваних для практичних цілей, є інтерпретованими мовами. Важливий клас інтерпретованих мов становлять мови програмування, а також алгоритмічні мови.

## Як математична дисципліна
Формальні мови — математична дисципліна, що вивчає формальні мови, їх задання (граматики), класифікацію, та аналіз.
Дисципліна часто вивчається паралельно з теорією автоматів, або в її складі, оскільки вони є основним інструментом для роботи з мовами (як при генерації, так і при розпізнаванні), та саме вони використовуються на практиці (в програмуванні).

### Мета і завдання дисципліни
Формальні мови — це теоретичне підґрунтя до системного програмування, а саме до побудови трансляторів.
Дисципліна займається:
- побудова граматики заданого типу, що породжує задану мову, та навпаки (визначення того, яку мову задає граматика)
- побудова та мінімізація скінченних автоматів що розпізнають дану (регулярну) мову, та навпаки
- побудова регулярних виразів, для даної мови, та навпаки.
- аналіз типу формальних мов за ієрархією Чомскі
- побудова магазинних (стекових) автоматів для аналізу контекстно-вільних мов, та навпаки.
- аналіз мереж Петрі.

### Зміст дисципліни
1. Поняття формальної мови та формальної граматики. Ієрархія Чомскі.
2. Мови типу 0 і машини Тюрінга.
3. Регулярні мови й скінченні автомати.
4. Контекстно-вільні мови й магазинні (стекові) автомати.
5. Контекстно-залежні мови й лінійно-обмежені машини Тюрінга.
6. Мережі Петрі.

### Українською
- Енциклопедія кібернетики, Ющенко К. Л., т. 2, ст. 618.
- Формалізована мова // Філософський енциклопедичний словник / В. І. Шинкарук (гол. редкол.) та ін ; Інститут філософії імені Григорія Сковороди НАН України. — Київ : Абрис, 2002. — С. 687. — 742 с. — 1000 екз. — ББК 87я2. — ISBN 966-531-128-X.